# Andrea gorochovi
Andrea gorochovi är en insektsart som beskrevs av Leo L. Mishchenko 1989. Andrea gorochovi ingår i släktet Andrea och familjen gräshoppor. Inga underarter finns listade i Catalogue of Life.